# お船の方
お船の方（おせんのかた、弘治3年（1557年） - 寛永14年1月4日（1637年1月29日））は、戦国時代から江戸時代初期にかけての女性。父は直江景綱、母は山吉政応の娘。直江信綱の正室、のち直江兼続の正室。

## 生涯
弘治3年（1557年）、長尾景虎（上杉謙信）の重臣で越後国与板城主である直江景綱の娘として生まれる。景綱には男児が無かったため、跡継ぎとして総社長尾氏の長尾藤九郎を船の婿として迎え、直江信綱と名乗らせた。天正5年（1577年）に景綱が死去すると信綱が家督を相続したが、天正9年（1581年）に恩賞を巡るトラブルにより、春日山城内で毛利秀広によって山崎秀仙とともに殺害された。
その後、上杉景勝の命令で直江家を相続することになった樋口兼続を婿に迎えた。兼続との間には1男1女（長男：直江景明、長女：於松）をもうけたものの、景明は生来病弱で両眼を病んでいた。兼続は慶長9年（1604年）本多正信の次男・本多政重を長女於松の婿養子に迎えているが、翌年於松は早世した。長男・景明も慶長20年（1615年）に早世した。
兼続は生涯、側室を持つことがなかった。文禄4年（1595年）、豊臣秀吉の人質となった景勝正室の菊姫とともに京都伏見の上杉邸に移り、慶長5年（1600年）、景勝正室は妙心寺内亀血庵に入り、船は米沢に帰った（『西村由緒書』）。
慶長9年（1604年）5月、景勝の側室・四辻氏が景勝唯一の子・定勝を産んだが、菊姫が2月に死去、さらに四辻氏自身も8月に死亡したため、直江夫妻が定勝の養育を担当した。
元和5年（1619年）に兼続が死去すると、剃髪して貞心尼と号した。景勝より3000石の化粧料を与えられ、以後は直江家の江戸鱗屋敷に住んだ。寛永2年（1625年）、兼続が生前に出版した『直江版文選』の再版を行っている。『米沢雑事記』には、「山城守（兼続）相果て候ても、大小の事ども後室（船）へあい計らい候よし。（中略）昔、頼朝公（源頼朝）御逝去よりして御台所（北条政子）は禅尼とならせ給へども、天下の事は右大将（頼朝）御在世の如く（中略）時俗これを尼将軍と申し奉る。直江後室も似たり」と、船と北条政子の類似が指摘されている。兼続亡き後も上杉家におけるお船の影響力は大きかったようである。
母代わりを務めた定勝とは大変深い交流があったようで、景勝が元和9年（1623年）に死去し、定勝が米沢藩主になった後も、船は化粧料3000石に加え手明組40人を与えられている。また寛永13年（1636年）に船が病に倒れると、定勝は茂田左京に命じて､病気平癒祈願として伊勢の両宮にて大神楽を奏せしめ､同日に自ら見舞いに訪れた。しかし定勝の願いは通じず、翌寛永14年（1637年）1月4日死去した。享年81。兼続の死後、再び未亡人となったお船は養子を迎えなかったため、お船の死を以って直江宗家は断絶した。
戒名は宝林院殿月桂貞心大姉。墓所は米沢市の徳昌寺に葬り､のちに改葬されて林泉寺。遺骨は和歌山県高野山清浄心院に納めた。定勝は高野山に使者を派遣し、船のために常灯料を寄付し､墓石を立てたという。

## 関連作品
TVドラマ
- 「天地人」（2009年、NHK大河ドラマ、お船：常盤貴子）

小説
- 鈴木由紀子「花に背いて」（幻冬舎） - 謙信の時代から定勝の時代までを描いている。